# Arztgruppe
Eine Arztgruppe ist eine Einheit im deutschen Zivil- bzw. Katastrophenschutz, die namensgebenderweise auch Ärzte umfasst. Sie ist für gewöhnlich Teil des Sanitätsdienstes.

## Arten
Arztgruppe nach Maßgabe des Bundes
Die Arztgruppe bildete ursprünglich einen Teil des Sanitätszuges nach STAN-Nr. 041. Sie umfasste zwei Arzttruppkraftwagen (ArztTrKW) mit je einem Arzt und einen Krankenlastkraftwagen (KrLKW), auf welchem der Gruppenführer Besatzungsmitglied war. Die Arztgruppe hatte eine Stärke von 2/3/9/14. Vom Personal sollten vier Helfer sowie je ein Arzt und Unterführer ABC-Helfer sein.
Mit dem Gesetz zur Neuordnung des Zivilschutzes (ZSNeuOG) traten die STAN von Seiten des Bundes für den Sanitätszug außer Kraft.
Arztgruppe nach Landesrecht
Es wurde die Konzeption für eine Arztgruppe von einigen Bundesländern aufgegriffen bzw. fortgeführt und angepasst: So besteht eine Arztgruppe nach Recht des Landes Sachsen-Anhalt aus zwei Ärzten, einem Organisatorischer Leiter Rettungsdienst als Gruppenführer und zwei Helfern.

## Aufgaben der Arztgruppe
Die Arztgruppe leistet ärztliche Sofortmaßnahmen zur Abwendung lebensbedrohlicher Gefahren oder um die Vitalfunktionen zu erhalten. Dies kann im Rahmen eines Massenanfall von Verletzten oder Katastrophenschutzeinsatzes geschehen.
Ihre Aufgaben sind:
- Übernahme von Verletzten von Verletztenablagen,
- Erkennen und Behandeln lebensbedrohlicher Zustände,
- Durchführung notfallmedizinischer Erstmaßnahmen,
- Sicherstellung allgemeinmedizinischer Erstversorgung,
- Durchführung eingeschränkter medizinischer Maßnahmen,
- Registrierung von Verletzten.

## Fahrzeuge
Als Fahrzeuge werden heute Arzttruppkraftwagen des ehemaligen Bundesamtes für Zivilschutz oder als Nachfolger Gerätewagen Sanität des Bundesamtes für Bevölkerungsschutz und Katastrophenhilfe verwendet.